# Маріка сенегальська
Ма́ріка сенегальська (Cinnyris coccinigastrus) — вид горобцеподібних птахів родини нектаркових (Nectariniidae). Мешкає в Західній і Центральній Африці.

## Опис

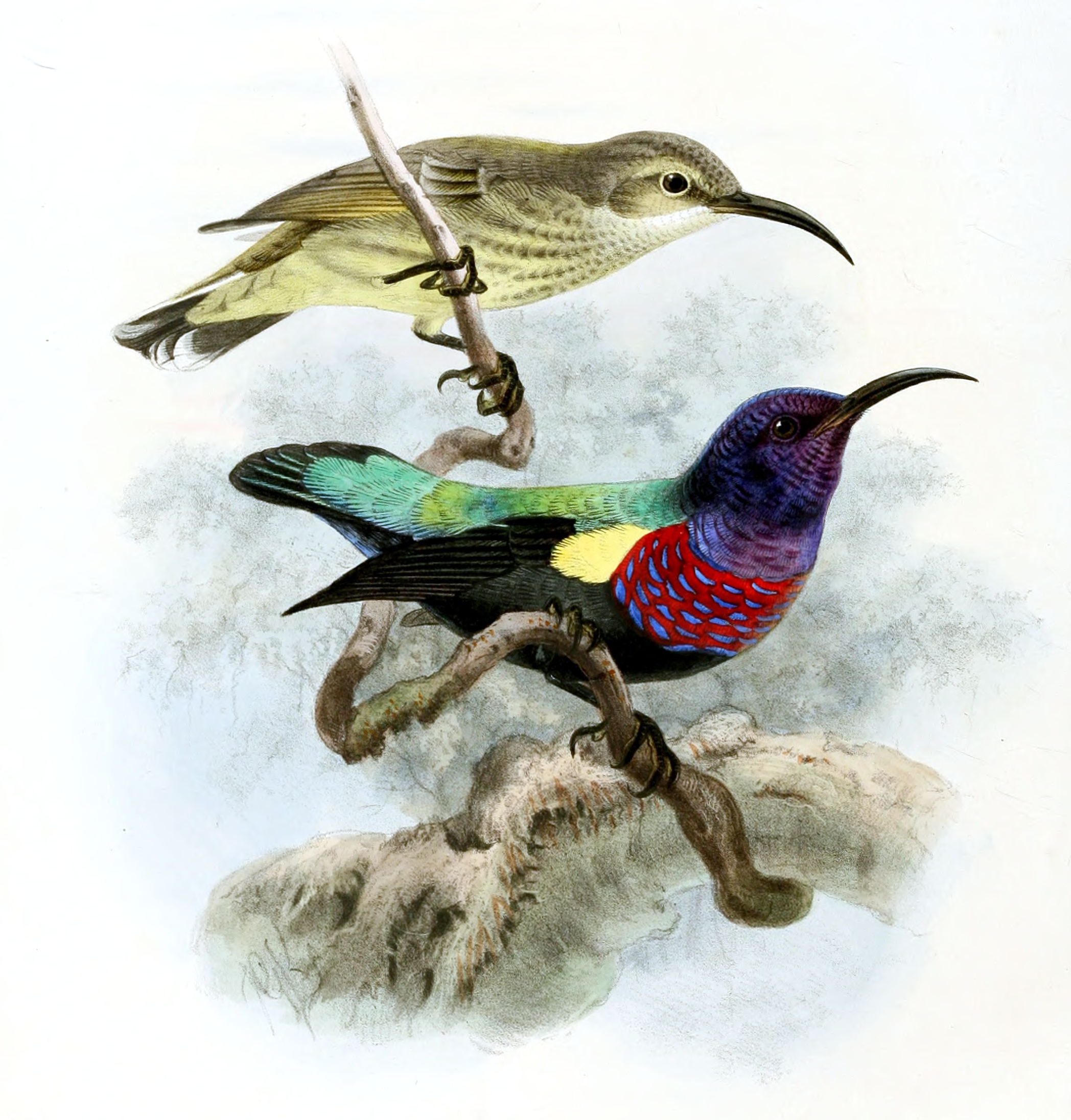
Сенегальські маріки

Довжина птаха становить 15 см. Самці мають фіолетове, металево-блисуче забарвлення, спина у них темно-зелена, на грудях малинова пляма. У самиць верхня частина тіла зеленувато-коричнева, нижня частина тіла жовтувата. Дзьоб довгий, вигнутий, пристосований до живлення нектаром.

## Поширення і екологія
Сенегальські маріки поширені від Сенегалу і Гамбії до східних і північно-східних районів ДР Конго та до північно-західної Уганди. Вони живуть у вологих саванах, чагарникових заростях, на луках, полях, пасовищах, плантаціях і в садах. Зустрічаються на висоті до 1500 м над рівнем моря.